# کنجی فوجیمیتسو
کنجی فوجیمیتسو (انگلیسی: Kenji Fujimitsu؛ زادهٔ ۱ مه ۱۹۸۶) یک دونده اهل ژاپن است. از افتخارات وی میتوان به کسب مدال نقره دو ۴×۱۰۰ متر امدادی جام قاره‌ای دو و میدانی ۲۰۱۰، مدال طلا دو ۴×۱۰۰ متر امدادی و دو ۴×۴۰۰ متر امدادی در مسابقات قهرمانی دو و میدانی آسیا ۲۰۰۹ و مدال طلا دو ۴×۴۰۰ متر امدادی در بازی‌های آسیایی ۲۰۱۴ اشاره کرد.